# 海安南站
海安南站位于中国廣東省湛江市徐闻县海安镇，为中国铁路广州局集团管辖。经过的铁路为粤海鐵路。

## 概况

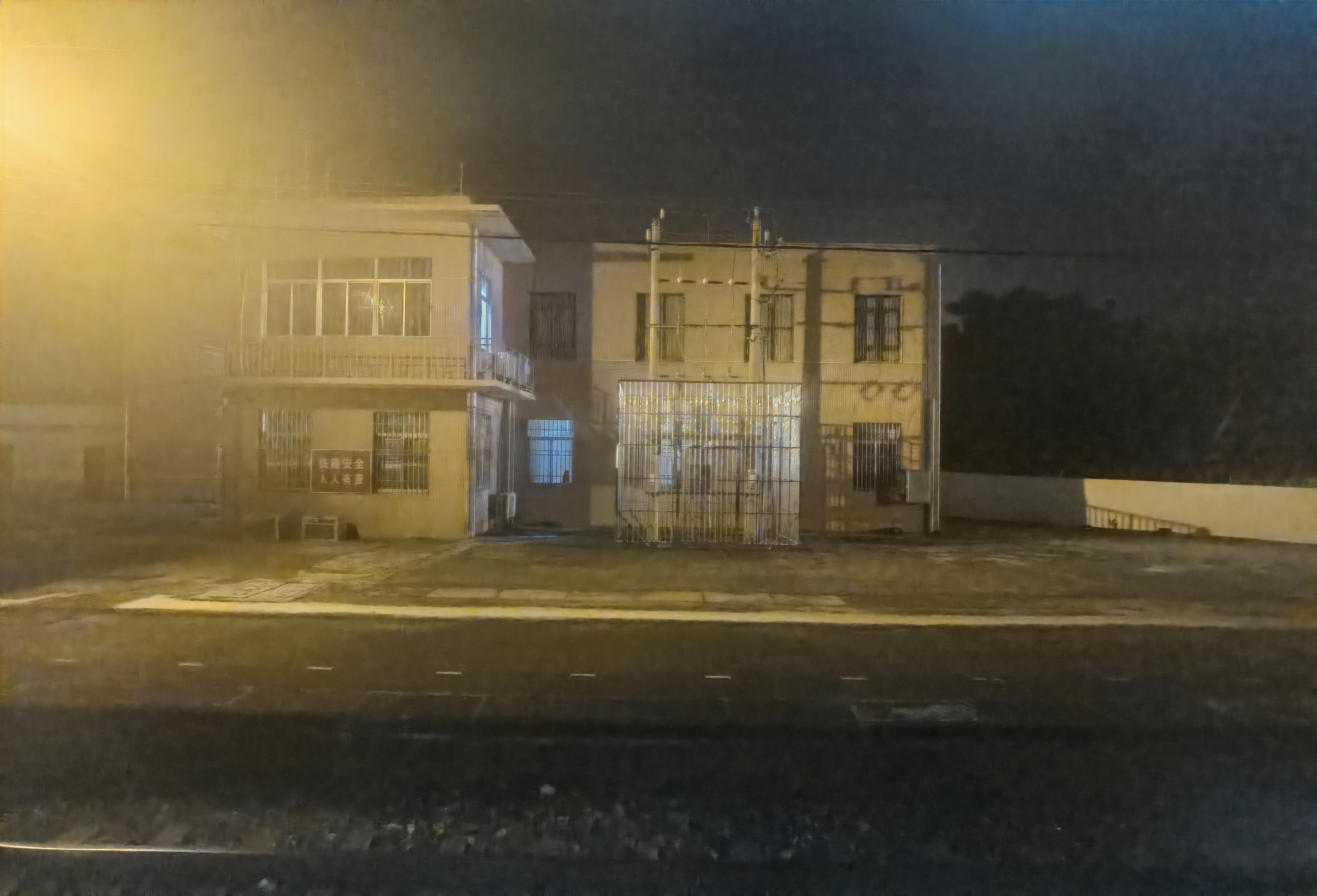
海安南站车站控制大楼

海安南站是粤海鐵路的車站。于2002年1月8日启用，为粤海铁轮渡作业之车站。

## 历史
- 2002年1月8日，粤海铁路湛海段开通货运，海安南站启用。
- 2003年1月7日，中国首条跨海铁路粤海铁路通道轮渡正式开通，海南从此结束与大陆不通火车的历史，前期开办铁路货运业务。[2][3]
- 2003年12月28日，开办汽车、散客渡海运输业务。
- 2004年12月5日粤海铁路客运开通，广州铁路集团首次开行广州至海口的K407/408次列车。该车成为途径海安南站的首趟旅客列车。[4]

## 争议
- 在粤海铁路开通客运前，由于人车是否能同时上下船的问题未取得一致的意见，广铁方面曾一度打算在粤海铁轮渡南港及北港旁同时兴建大型客运站来实现旅客列车的开行。
- 由于列车在海安南站技术作业时间过长，并且对面的海口站又紧靠轮渡南港，于是有人质疑为何不能通过换乘的形式让旅客过海。
- 该站虽名曰海安南站，但其距离湛江港海安港区所在的海安镇甚远，并且两地间没有硬底化道路连接，由此造成了本应是去湛江港海安港区的群众（包括湛江本地人）错误地来到了海安南站，而后只能折道湛江市徐闻县县城前往。

## 外部連結
- 粤海铁路有限责任公司（页面存档备份，存于）
- 粤海铁路全面看（新华网）（页面存档备份，存于）
- 我国首条跨海铁路今天通车 庆典行程公布(图)（页面存档备份，存于）
- 首条跨海铁10点25分顺利贯通 海南岛喜圆百年铁路梦（页面存档备份，存于）
- 打探西环铁路 沿途共设有12个车站<图>（页面存档备份，存于）
- 中國首條跨海鐵路5日開通（Microsoft Word格式）